# سامپیت
سامپیت (به لاتین: Sampit) یک منطقهٔ مسکونی در اندونزی است که در Kotawaringin Timur واقع شده‌است. سامپیت ۷۵۱٫۴۵ کیلومتر مربع مساحت دارد.